# グランプリ出版
グランプリ出版（グランプリしゅっぱん）は、自動車などの乗り物に関する書籍を刊行する東京の出版社である。創業は1980年（昭和55年）で、当初は自動車やオートバイに関する、ドライビングやライディング、モータースポーツ、技術関連書などを刊行。その後、歴史分野の企画も多くラインナップされ、自動車の分野では総合的な専門出版社となっている。特にメカニズム解説に関する書籍が多く、自動車以外には航空機や鉄道などのジャンルの書籍も刊行している。

## 主な出版物
クルマのメカニズム
- 『走行性能の高いシャシーの開発』　堀重之 著　2016年1月　ISBN 978-4-87687-343-2
- 『車両運動性能とシャシーメカニズム』　宇野高明 著　1994年9月　ISBN 978-4-87687-150-6
- 『基礎から学ぶ　高効率エンジンの理論と実際』　飯島晃良 著　2018年12月　ISBN 978-4-87687-361-6

モータースポーツ
- 『ダットサン510と240Z』　桂木洋二 著　2018年4月　ISBN 978-4-87687-355-5
- 『ジムカーナ入門　新訂版』　飯塚昭三 著　2015年9月　ISBN 978-4-87687-339-5

クルマの歴史
- 『国産ジープタイプの誕生』　ＧＰ企画センター 編　2018年8月　ISBN 978-4-87687-358-6
- 『スバル360開発物語』　桂木洋二 著　2015年4月　ISBN 978-4-87687-338-8

トラック
- 『トラックのすべて』　GP企画センター 編　2006年3月　ISBN 978-4-87687-281-7
- 『小型・軽トラック年代記』　桂木洋二＋GP企画センター 編　2006年5月　ISBN 978-4-87687-283-1
- 『国産トラックの歴史』　中沖満 著　2005年10月26日　ISBN 978-4876872763。

バス
- 『バスのすべて クルマで人を運ぶ世界』　広田民郎 著　2012年6月　ISBN 978-4-87687-323-4
- 『新版 日本のバス年代記』　鈴木文彦 著　2009年1月　ISBN 978-4-87687-308-1

鉄道
- 『蒸気機関車メカニズム図鑑』　細川武志 著　2011年6月　ISBN 978-4-87687-317-3

航空機
- 『航空機を後世に遺す』　横山晋太郎 著　2018年4月 ISBN 978-4-87687-356-2
- 『歴史のなかの中島飛行機』　桂木洋二 著　2017年4月 ISBN 978-4-87687-350-0

バイク
- 『ライディング事始め』 つじ・つかさ 著　村井真 イラスト　1987年2月　ISBN 978-4-906189-57-1
- 『ベストライディングの探求』 つじ・つかさ 著　村井真 イラスト　2012年4月　ISBN 978-4-87687-322-7

実用・他
- 『クルマ＆バイクの塗装術』　中沖満 著　2013年4月　ISBN 978‐4‐87687‐327‐2
- 『交通事故・実態と悔恨』　福田和夫 著　2018年2月　ISBN 978-4-87687-354-8